# Matthew Shear
Matthew Louis „Matt” Shear (ur. 10 października 1984 w Nowym Jorku) – amerykański aktor filmowy i telewizyjny.

## Filmografia
- 2009: Zdobyć Woodstock (Taking Woodstock ) jako Earthlight Player
- 2010: Strzeż się Gonza (Beware the Gonzo) jako Dave Melnick
- 2012: Hunters jako Randy
- 2012: NYC 22 jako kierowca kolegium
- 2014: Don Peyote jako Zebra Shaman
- 2014: Ta nasza młodość (While We're Young) jako Benny
- 2015: Mistress America jako Tony
- 2016: Delinquent jako pan Simon
- 2017: The Boy Downstairs jako Ben
- 2017: Opowieści o rodzinie Meyerowitz (The Meyerowitz Stories) jako Gabe
- 2018: Alienista (The Alienist, TV) jako detektyw Lucius Isaacson
- 2019: Historia małżeńska (Marriage Story) jako Terry